# Шальхуб-Кеворкян, Надира
Надира Шальхуб-Кеворкян (араб. نادره شلهوب- كيفوركيان‎; род. 19 июля 1960 года) — исследовательница и преподавательница права в Лондонском университете королевы Марии. Известна своими крайне левыми взглядами, палестинским и феминистским активизмом. Ранее работала профессором криминологии и социальной работы в Еврейском университете в Иерусалиме.

## Биография
Родилась в семье арабского адвоката Джамиля Шальхуба. Во время учебы в Хайфском университете она познакомилась с доктором Габи Кеворкяном, израильским армянином, вышла за него замуж и впоследствии переехала в армянский квартал Иерусалима. Неоднократно заявляла, что считает себя как арабкой, так и армянкой.
В 1980 году закончила Хайфский университет, получив степень бакалавра в области политологии и философии. В 1982 году получила степень бакалавра в области социальной работы в Еврейском университете в Иерусалиме. В 1989 году получила степень магистра криминологии в Еврейском университете и в 1994 году получила степень доктора юридических наук в том же университете. Её докторская диссертация, посвященная феномену насилия в отношении женщин в палестинском обществе в Восточном Иерусалиме, была написана под руководством Стэнли Коэна и Симхи Ландау. Период своей постдокторантуры провела в Университете Южной Калифорнии.
Вернувшись в Израиль, преподавала в Школе социальной работы и в Институте криминологии Еврейского университета. В 2003 году стала старшим преподавателем, в 2010 году — внештатным преподавателем, а с 2018 года стала полным профессором. С 2006 года возглавляет гендерную учебную программу в арабском центре прикладных социальных исследований «Мада аль-Кармель» в Хайфе.
Её академическая работа, начиная с докторской диссертации, сосредоточена на женщинах-палестинках, которые подверглись насилию в семье и сексуализованному насилию. Исследовала влияние израильской оккупации на палестинских женщин с юридической и социопсихологической точек зрения. Её исследования охватывают вопросы гендерного насилия, государственных преступлений, скрытого наблюдения и геноцида.

## Социальная и политическая деятельность
Шальхуб-Кеворкян участвует в работе нескольких организаций, таких как «Гиша», «Центр помощи и юридической консультации для женщин» и Фонда «Новый Израиль».
В ноябре 2006 года она подверглась тщательному проверочному досмотру в аэропорту Бен-Гурион, после чего подала иск к Управлению аэропортов Израиля на 75 тысяч шекелей. В 2015 году суд присудил ей компенсацию в размере 7 500 шекелей и ещё 2 500 на оплату услуг адвоката.
В 2008 году она получила премию Грубера по правам женщин за свою деятельность по искоренению феномена убийств чести в палестинском обществе.
В 2015 году она подписала манифест группы преподавателей израильских университетов в защиту организации «Разрушаем молчание».
В начале 2019 года лекция Шальхуб-Кеворкян в Амстердаме, посвящённая технологиям насилия в Шейх-Джаррахе, вызвала бурю в СМИ. Её выступление в Колумбийском университете в Нью-Йорке, где она утверждала, что Израиль использует палестинцев в качестве подопытных для испытания оружия, также вызвало скандал.

### Во время войны в Газе (с 2023 года)
В октябре 2023 года, во время войны в Газе, она опубликовала петицию, в которой утверждала, что это Израиль напал на Газу 7 октября, не упоминая предшествовавшее войне вторжение ХАМАС 7 октября, сопровождавшееся резнёй. С учётом длительной истории крайне спорных антиизраильских заявлений, это вызвало осуждение коллег и руководства Еврейского университета, в котором преподавала Шальхуб-Кеворкян. 11 марта 2024 года она была временно отстранена от преподавания; слабость наказания вызвала протест студентов.
Коллеги Шальхуб-Кеворкян заявили: «Обобщения, сделанные профессором Шальхуб-Кеворкян, не представляют, с нашей экспертной точки зрения, настоящую академическую науку и не основаны на фактах. Они отражают её личную политическую позицию, которая игнорирует основные факты об Израиле, палестинцах и кровавом региональном конфликте. Ее утверждения не соответствуют высоким научным стандартам в области криминологии. Мы с тяжёлым сердцем наблюдаем за ущербом, который она уже причинила и продолжает причинять».
Она также публично отрицала зверства ХАМАС, включая сексуальное насилие в отношении израильтянок, повторяя, что «Израиль всегда лжёт», одновременно обвиняя ЦАХАЛ в насилии по отношению к палестинкам. 18 апреля 2024 года в этой связи она была арестована по подозрению в подстрекательстве к терроризму, но на следующий день отпущена судом под залог, несмотря на доводы полиции.
Еврейский университет, получив в личной беседе заверения Шальхуб-Кеворкян, что «как исследователь-феминистка она верит жертвам и не сомневается в их заявлениях, и не отрицает факт изнасилований 7 октября», восстановил её на работе. От неё не стали требовать отказа от утверждения о совершении Израилем геноцида в секторе Газа. Организация “Бецельмо” подала жалобу в дисциплинарную комиссию университета, заявив, что слова этой преподавательницы оскорбительны для студентов, и отметив, что многие студенты или члены их семей пострадали от событий 7 октября. Жалоба была отклонена, однако Шальхуб-Кеворкян уволилапсь.